# Heterochroma metallica
Heterochroma metallica là một loài bướm đêm trong họ Noctuidae.